# Kodlova vila
Kodlova vila čili vila Jiřího Kodla je vila čp. 711, Patočkova 5, Praha 6 - Střešovice.

## Popis
Vilu pro svou rodinu navrhl, s neobyčejnou pečlivostí do posledního detailu, akademický malíř a architekt Jiří Kodl, původně asistent profesora Kouly na ČVUT a člen spolku Mánes.
Objekt z režného zdiva zaujme jednoduchým hmotovým řešením s vysokými štíty. Rovněž dispoziční řešení je velmi moderní. V suterénu, jehož plán se nezachoval, byly umístěny sklepy, komora a žehlírna. V přízemí je přes malou předsíň přístupná galerie, probíhající po celé délce hlavního křídla a umožňující samostatný vstup do pracovny. Při jihozápadním průčelí je situováno neobyčejně elegantní dvouramenné schodiště, řešené jako samonosná konstrukce s mramorovými stupni a funkcionalistickým zábradlím z nerezu. Na něj navazuje obytný prostor s jídelnou a ateliérem, který lze roztažením posuvných stěn spojit v jeden velký prostor. Ten upoutá dodnes zachovanou originální barevností i pečlivým řešením i těch nejmenších detailů (osvětlovací tělesa, kliky dveří, oken i jejich specifické otevírání). Kuchyně se spíží mají ještě původní, částečně vestavěné funkční zařízení ve žluté barvě. Mimořádně kvalitní interiér se v přízemí zachoval prakticky beze změn, s původní výraznou barevností a dalším dobovým vybavením (vestavěný nábytek, posuvné dělicí stěny, nerezové radiátory, svítidla). V patře byly situovány ložnice a koupelna. Obě krajní ložnice mají vlastní terasu, všechny tři pokoje jsou přístupné jak z galerie, tak jsou průchozí navzájem. V podkroví domu byl původně umístěn pouze sklad obrazů.
V 90. letech byla zrealizována nástavba štítu příčného křídla a vestavba obytného podkroví s novodobými střešními okny, která se sice prakticky nedotkla původních dispozic, bohužel ale byla důvodem, pro který nebyl objekt prohlášen kulturní památkou.
Původní podobu si zachovala také zahrada, s řadou vzrostlých stromů a pozůstatky původního řešení (cestičky, zídky, kompozice dřevin) i oplocení.